# La maschera di diamante
La maschera di diamante (titolo originale Diamond Mask) è un romanzo di fantascienza scritto da Julian May e pubblicato nel 1994, secondo volume della trilogia del Milieu Galattico. Segue Jack dai mille volti (1991) e precede Magnificat (1996).
Il romanzo si concentra sugli anni tra il 2062 e il 2077 e su tre personaggi in particolare, Dorothea Macdonald e i fratelli Marc e Jon Remillard, le menti più potenti dell'Organizzazione Umana.

## Trama
Il romanzo si apre con le seguenti citazioni:
(Dudley Young, Origins of the Sacred)
(Oscar Wilde, Intenzioni)
(Franz Werfel, Star of the Unborn)
Nel 2062 il "vampiro psichico" chiamato Idra, un metaconcerto formato da quattro giovani membri della famiglia Remillard, strumento fisico dell'entità incorporea chiamata Furia, dopo essere rimasto nascosto nell'ombra per otto anni, a Islay, torna a colpire quando Furia attira sull'isola alcuni operanti umani di primo piano, che rischiano di essere ostacolo ai suoi piani per distruggere il Milieu e imporre il proprio dominio sull'intera galassia.
Mentre Robert Strachan, Rowan Grant e Viola Strachan vengono uccisi, la figlioletta di cinque anni di Viola, Dorothea Macdonald, pur non presente fisicamente ai delitti, è testimone mentale di quanto accaduto perché, dietro l'apparenza di non operante, che la rende insignificante agli occhi del "mostro" Idra, nasconde enormi poteri ancora latenti.
Nel 2063 il venticinquenne Marc Remillard viene designato Magnate del Consiglio e Gran Maestro Supremo. Nel suo discorso inaugurale, si oppone in modo appassionato, e con pieno successo, alla mozione del Primo Magnate, suo padre Paul, per dichiarare fuorilegge la fazione umana contraria all'Unità. La sua non è una difesa dei Ribelli, a cui non appartiene, in quanto disinteressato alla politica, ma del principio stesso della libertà intellettuale, che sente in modo particolare perché si è dedicato anima e corpo alla ricerca sull'intensificazione cerebroenergetica artificiale della metacreatività, un campo del tutto inesplorato dalle razze aliene del Milieu, che sta suscitando molte opposizioni di carattere etico. In quella sua prima sessione del Consiglio, Marc rimane vittima a sua insaputa di Idra, perché la sua componente più potente, sua sorella Madeleine, sotto l'identità di Lynelle Rogers, assistente della Dirigente Planetaria di Okanagon, sfrutta le inibizioni sessuali del giovane per sedurlo e penetrarne le barriere mentali, aprendo una via nel suo inconscio per Furia, che comincia a lavorare per indebolirne la stabilità mentale e conquistarlo a sé.
Deciso a non farsi ostacolare in alcun modo, abbandona il mondo accademico e prosegue le sue ricerche, sostenuto dai mezzi della famiglia Remillard e sempre assistito dallo straordinario fratello minore Jon, che nel 2068 viene designato a sua volta Magnate del Consiglio, il più giovane della storia, e Gran Maestro Supremo. Le ricerche sull'intensificazione CE generano un'intera industria, in particolare per le applicazioni nell'ambito dell'ingegneria geofisica, attraverso il metaconcerto di più operanti. Ma i Ribelli, che non sono riusciti a conquistare Marc alla propria causa, in quanto il giovane non crede che loro possano offrire un'alternativa alla civiltà strutturata e altruistica offerta dal Milieu e soprattutto considera l'home superior troppo pericoloso per essere lasciato a se stesso, ne sfruttano segretamente il lavoro per creare una nuova arma, un "laser mentale", in previsione che il distacco dal Milieu non possa essere pacifico.
La giovane Dorothea trascorre gli anni successivi alla tragedia di Islay sul pianeta coloniale scozzese di Caledonia, nella fattoria del padre Ian, Glen Tuath, nascondendo accuratamente le proprie potenzialità mentali. Rifiuta i tentativi di comunicazione a distanza di Jon, il quale vorrebbe conoscerla fin da quando ha scoperto dai Lylmik l'esistenza di un altro essere umano dotato di poteri paragonabili ai suoi. Ma nella sua mente riesce invece a insinuarsi Furia, fingendosi lo spirito di sua madre, che comincia un sottile lavoro per conquistarne la fedeltà e farne una propria seguace.
Nel 2069, quando il fratello maggiore Ken rischia la vita in un incidente di lavoro, Dorothea è infine costretta a rivelare le proprie capacità mentali per salvarlo e viene condotta sulla Terra, per poter sviluppare il suo pieno potenziale, che appare eccezionale.
La ragazza prodigio viene accolta nell'Istituto Precettoriale diretto da Catherine Remillard, e per tre anni il vecchio Zio Rogi, che ha una diretta responsabilità nella sua stessa esistenza (su invito del Fantasma di Famiglia, ha fatto incontrare oltre quarant'anni prima i suoi nonni paterni, lo scrittore di fantascienza Kyle Macdonald e l'accademica Masha Macgregor-Gawrys), le fa da confidente e mentore, finché non scopre che lei l'ha sottoposto ad un continuo sondaggio creativo-coercitivo, per scoprire ogni cosa sulla famiglia Remillard, decisa a trovare Idra e vendicarsi. Dorothea gli rivela la missione che si è assegnata e Rogi, ammirato dalla determinazione dell'adolescente, le rivela spontaneamente tutto quanto sa su Idra e Furia, a cominciare dalla loro origine, nel 2040, fino agli attentati ai danni di Marc, Jon e di lui stesso, e soprattutto la conclusione sulla natura di Furia a cui la famiglia è ormai giunta: si tratta di una dissociazione della personalità, di un'entità psichica che condivide il corpo fisico con una mente inconsapevole della sua presenza.
Alla festa di Halloween del 2072, Dorothea, travestita con la tuta di volo da lavoro che usava su Caledonia, ricoperta però di brillanti, casco compreso, incontra infine Jon e Marc. Il primo, che finora lei ha sempre evitato, ancora infuriata dai tentativi di comunicazione a distanza che da bambina l'avevano terrorizzata, le concede di sondare la propria mente e la soprannomina Maschera di Diamante, mentre l'altro si serve del casco CE per non soccombere all'eccezionale potere della ragazza. Jon riesce anche a scoprire nella mente di Dorothea i suoi sospetti sulla possibile identità di copertura di uno dei membri di Idra e lo fa arrestare, prima che lei tenti di affrontarlo in prima persona. Clinton Alvarez, assistente del Dirigente Planetario di Okanagon, il cui vero nome è Quentin Remillard, si suicida per non rivelare nulla sugli altri componenti di Idra.
A questo punto Furia offre esplicitamente a Dorothea di diventare il proprio corpo ospite, scoprendo infine, come sospettato, che la ragazza non ha mai avuto intenzione di farlo ed ha portato avanti il rischioso inganno per tutti questi anni di comunicazioni mentali con l'unico scopo di scoprire come sconfiggerla.
A Kauai, sulle isole Hawaii, dove si è recata su suggerimento di Rogi per sottoporsi alla terapia huna dell'amica di famiglia e "strega" Malama Johnson, Dorothea affronta per la prima volta Idra, che tenta senza successo di ucciderla. Un nuovo fatale incontro avviene nel dicembre dello stesso anno, quando torna su Islay, per affrontare l'evento traumatico che ha segnato la sua vita e superare gli ultimi blocchi psicologici (senso di colpa, ira...) che le impediscono ancora di esprimere interamente il suo potenziale di Gran Maestro Supremo. Attraverso l'introspezione, raggiunge una maturazione morale spirituale che le permette di superare il desiderio di vendetta, e quando si ritrova a fronteggiare Idra non è più animata dal desiderio di uccidere ed è del tutto inconsapevole che l'esplosione metacreativa con cui riesce a fuggire dal "mostro" si rivela mortale per Celine Remillard.
Nel 2073 Dorothea viene nominata Magnate del Consiglio, Gran Maestro Supremo e, con suo sconcerto, vice Primo Dirigente di Caledonia. Sentendosi troppo giovane ed inesperta, tenta inutilmente di declinare quella responsabilità, ma nei quattro anni successivi, mentre il pianeta diventa sempre più prospero, pur continuando a sentirsi insicura delle proprie capacità ricopre con competenza il ruolo assegnatole e si conquista la più alta stima del vecchio e malato Dirigente Planetario Graeme Hamilton, che vede in lei, fedele al Milieu e soprattutto devota a Caledonia, il successore ideale.
Nel 2077, alla morte di Hamilton, Dorothea gli succede solo per trovarsi a dover affrontare un problema di dimensioni planetarie: un'enorme riserva magmatica subcratonica potrebbe esplodere entro 2-3 anni, causando un disastro di proporzioni tali da rendere necessario l'abbandono di Caledonia. La manipolazione sismica attraverso l'intensificazione CE è l'unica possibilità di salvezza, ma Dorothea non dispone di un numero sufficienti di operatori CE addestrati. Jon è disposto a fare un tentativo disperato, con scarse possibilità di riuscita, ma solo lavorando in metaconcerto con un altro Gran Maestro Supremo come elemento focalizzatore, la stessa Dorothea.
Jon e Dorothea, a stretto contatto per molte ore, si raccontano a vicenda le proprie vite e rivelano l'uno all'altro i propri pensieri intimi. Lei supera progressivamente qualsiasi ostilità, rabbia e disgusto abbia provato in passato verso Jack il Senzacorpo, a causa dell'approccio brusco e non desiderato e del connaturato senso di superiorità, ne accetta senza difficoltà il vero aspetto fisico e finisce per trovarlo simpatico e persino affascinante. Scopre anche il piacere del canto armonioso del metaconcerto, ma la sua inesperienza rischia di esserle fatale: un improvviso e inaspettato incremento della sua creatività, superiore a quella dello stesso Jon, causa un disergismo del metaconcerto e un ritorno di fiamma che le danneggia gravemente il viso e il sistema respiratorio. Solo l'intervento provvidenziale di Marc, richiamato per tempo su Caledonia da un'allarmata richiesta mentale d'aiuto (secondo lui proveniente da Rogi, in realtà dal Fantasma di Famiglia), salva la situazione da un esito fatale per i due giovani Gran Maestri Supremi e cataclismatico per l'intero pianeta.
Una volta portata in salvo Dorothea, Jon le rivela di essere innamorato di lei e di aver rischiato di sacrificare la propria vita solo per amore. Lei scopre, con sua stessa sorpresa, di poter ricambiare quel sentimento. E scopre anche che, con quel suo aspetto un po' teatrale, la sua tuta e il suo casco ricoperto di diamanti, che le copre il viso carbonizzato, può nascondere la corporatura minuta, il viso comune e la giovane età per diventare un'icona, un simbolo di autorità: Maschera di Diamante.
Mentre si avvicina il momento, intorno alla metà degli anni '80, in cui l'umanità raggiungerà il "Numero Coadunato" (circa 10 miliardi di individui), passaggio necessario verso l'Unità, cresce la fazione dei Ribelli, ai cui occhi il Milieu non è altro che una tirannia benevola a cui l'umanità non ha alcuna necessità di sottostare: è vero che in passato con il Grande Intervento il Milieu ha salvato l'umanità dalla probabile autodistruzione ed in seguito le ha dato un'eccezionale spinta scientifica, ma ora la tecnologia umana ha surclassato quella delle altre razze e i pianeti coloniali più grandi sono ormai autosufficienti.Perfino il vecchio Rogi, malgrado l'assoluta devozione di Paul e Jon al Milieu e all'Unità, viene convertito alla causa dall'amico di bevute Kyle Macdonald, anche se in realtà è già naturalmente propenso alla sedizione.
Sono gli stessi Supervisori Lylmik a rivelare al Primo Magnate perché la presenza dell'umanità nel Milieu è così essenziale da aver dovuto compiere un Grande Intervento sulla Terra molto prematuro e aver dovuto forzare le altre razze del Milieu ad accettare l'ammissione di una razza così pericolosamente immatura: i Lylmik hanno raggiunto l'apice della propria evoluzione e nel giro di un solo millennio giungeranno all'estinzione, è necessario che la guida del Milieu venga presa da una razza superiore come quella umana.
Ma nessuna razza precoadunata in precedenza aveva avuto la presunzione di mettere in discussione l'Unità e l'umanità è così unica che ha la capacità sia di ingrandire immensamente il Milieu, accelerando l'unificazione di migliaia di civiltà, sia di distruggerlo.

Il romanzo si conclude anticipando così il contenuto del volume successivo: 

## Edizioni
- Julian May, Diamond Mask, Knopf, 1994, ISBN 0-679-43310-4.
- Julian May, La maschera di diamante, traduzione di Annarita Guarnieri, collana Cosmo Oro n° 155, Editrice Nord, 1994,  p. 558, ISBN 88-429-0908-4.